# E Street Band
E Street Band je glazbeni sastav koji je od 1972. u navratima snimao i nastupao s Bruceom Springsteenom.
Sastav je snimao (individualno i kao sastav) s različitim glazbenicima kao što su Bob Dylan, Meat Loaf, Bonnie Tyler, Air Supply, Dire Straits, David Bowie, Peter Gabriel, Sting, Ian Hunter, Ringo Starr, Ronnie Spector, Gary U.S. Bonds, Darlene Love, Southside Johnny, The Grateful Dead, Santana, Lucinda Williams, Steve Earle, Emmylou Harris, Tracy Chapman i Aretha Franklin.
Kad nisu surađivali sa Springsteenom, članovi sastava su snimali solo materijale i vodili uspješne karijere kao session glazbenici, glazbeni producenti, kantautori, glumci i u drugim zanimanjima. Tako je Max Weinberg sa sastavom The Max Weinberg 7 od 1993. prvo nastupao u Late Night with Conan O'Brien, a zatim u The Tonight Show with Conan O'Brien; Steven Van Zandt je od 1999. do 2007. glumio Silvia Dantea u televizijskoj seriji Obitelj Soprano, dok je Clarence Clemons postigao veliku popularnost kao solo glazbenik.

## Povijest

### Članovi
The E Street Band osnovan je u listopadu 1972., ali je konačno formiran tek u rujnu 1974. Springsteen je tijekom svoje karijere osnivao i druge sastave, ali je E Street Band ostao konstanta kroz četiri desteljeća njegove karijere.
U originalnoj postavi bili su Garry Tallent (bas), Clarence Clemons (saksofon), Danny Federici (klavijature, harmonika), Vini "Mad Dog" Lopez (bubnjevi) i David Sancious (klavijature). Sastav je svoje ime preuzeo od ulice u Belmaru, gdje je živjela Sanciousova majka. Ona im je dopustila da vježbaju u njezinom domu.
Springsteenov debi Greetings from Asbury Park, N.J. pojavio se 1972., a prva nacionalna turneja sastava počela je u listopadu 1972. Sancious je, iako je svirao na albumu, propustio prvu turneju. Sa sastavom se redovno počeo pojavljivati tek od lipnja 1973.
U veljači 1974., Lopez je zamoljen da napusti sastav, a nakratko ga je zamijenio Ernest "Boom" Carter. Nekoliko mjeseci kasnije, u kolovozu 1974., Sancious i Carter su napustili sastav zbog svojeg jazz fuzijskog sastava zvanog Tone. U rujnu 1974. su ih zamijenili Roy Bittan (klavijature) i Max Weinberg (bubnjevi). Violinistica Suki Lahav bila je članica sastava jedno kraće razdoblje prije nego što je u ožujku 1975. emigrirala u Izrael (gdje se kasnije proslavila kao kantautorica i spisateljica). Steven Van Zandt (gitara, vokali), koji je dugo povezivan sa Springsteenom i prethodno svirao s njim u prijašnjem sastavu, službeno se pridružio sastavu u srpnju 1975.
Postava je ostala stabilna sve do početka osamdesetih kad je Van Zandt započeo samostalnu karijeru. Ponovno se pridružio sastavu 1995. U lipnju 1984. sastavu je dodan Nils Lofgren (gitara, vokali) kako bi zamijenio Van Zandta; tada se postavi pridružila i Springsteenova buduća supruga, Patti Scialfa (vokali, gitara).
Sastavu je 2002. pridružena Soozie Tyrell (violina, vokali). Tyrell je ranije surađivala sa Scialfom na turnejama sa Southside Johnnyjem and the Asbury Jukes te, od ranih devedesetih, sporadično sa Springsteenom. Ostaje nejasno je li Tyrell postala punopravna članica sastava. Neka priopćenja za tisak navode ju kao "posebnu gošću", omot DVD-a Live in Barcelona navodi ju kao "pridruženu" članicu, dok se na omotu albuma We Shall Overcome: The Seeger Sessions navodi kao "violinistica E Street Banda", dok je neka priopćenja za tisak uopće ne spominju. Upitan zašto se u priopćenjima prije Magic Toura nju uopće ne spominje, Springsteen je odvratio, "Soozie će biti s nama."
U nekim prilikama (kao na Super Bowlu XLIII) postava je produžena puhačkom sekcijom The Miami Horns.

### Počeci u Asbury Parku
Krajem '60-ih i početkom '70-ih u i oko Asbury Parka na Jersey Shoreu pojavila se aktivna glazbena scena. Najpoznatiji među njima bili su Bruce Springsteen i Southside Johnny kao i rani članovi E Street Banda. Clemons, Federici, Lopez, Sancious, Tallent i Van Zandt svoje su vještine brusili u raznim sastavima, s i bez Springsteena. To su bili Little Melvin & the Invaders, Downtown Tangiers Band, Jaywalkers, Moment of Truth, Glory Road, Child, Steel Mill, Dr. Zoom & the Sonic Boom, Sundance Blues Band te Bruce Springsteen Band. Springsteen je 1972. potpisao ugovor za album s CBS Recordsom i ubrzo okupio vodeće glazbenike s lokalne scene za svoj debitantski album, Greetings from Asbury Park, N.J. 1973. su snimili drugi album sa Springsteenom, The Wild, the Innocent and the E Street Shuffle.

### Potpisi na albumima
The E Street Band stekao je svoju reputaciju među studijskim glazbenicima tijekom sedamdesetih i osamdesetih svojim značajnim doprinosima na Springsteenovim albumima Born to Run, Darkness on the Edge of Town, The River i Born in the U.S.A. Međutim, za razliku od sastava kao što su Silver Bullet Band ili The Heartbreakers, E Street Band nikad nije dobio potpuni kredit Springsteenovu studijskom albumu. Potpisani su samo pojedini članovi sastava. Iako je sastav odsvirao cjelokupni ili gotovo cjelokupni materijal na tim albumima, svaki je objavljen pod imenom Brucea Springsteena. Kasniji albumi kao što su Tunnel of Love i Greatest Hits navodili su sastav i popis članova.
Koncerti su uvijek bili najavljivani i potpisivani kao Bruce Springsteen & the E Street Band, a Springsteen je na pozornici isticao sastav i njegove pojedine članove. Springsteen je obično produžavao pojedine pjesme kako bi predstavio pojedine članove sastava, ponekad ne samo imenom nego i nadimkom. Springsteen je sa sastavom i dijelio honorare, što je gotovo neviđena pojava u glazbenoj industriji kad je riječ o pratećim sastavima.
Sastav je puni potpis dobio tek 1985. na Springsteenovu koncertnom albumu Live/1975-85, koji je potpisan kao Bruce Springsteen & the E Street Band. Tako su potpisana sva kasnija koncertna audio i DVD izdanja.

### Southside Johnny, Ronnie Spector i Gary U.S. Bonds
U međuvremenu je Van Zandt postao poznat i kao producent i kantautor. Osim što je pomagao pri produkciji Springsteenovih albuma, radio je sa svojim drugim sastavom, Southside Johnny & the Asbury Jukes, kao i s Ronniejem Spectorom i Gary U.S. Bondsom, prije nego što je započeo vlastiti samostalni projekt Little Steven. E Street Band i Springsteen redovito su pomagali na tim projektima. 1977. su snimili singl s Ronniejem Spectorom na kojem se pojavila i obrada pjesme Billyja Joela, "Say Goodbye To Hollywood", te Van Zandtova originalna, "Baby Please Don't Go". Sastav je tom prilikom dobio potpuni kredit. Weinberg i Tallent 1978. su postali "honorarni Jukesi" kad su snimili album Hearts of Stone sa Southside Johnnyjem.
Početkom osamdesetih, E Street Band je pomogao oživjeti karijeru Gary U.S. Bondsa, kad su ga pratili na dva albuma, Dedication i On The Line. Van Zandt je producirao oba albuma sa Springsteenom. Na svakom su se albumu pojavile Springsteenove i Van Zandtove pjesme, kao obrada klasika "Jole Blon". Osrednji uspjeh tih albuma Van Zandtu su donijeli samostalni ugovor s EMI-jem. Isprva bez vlastitog sastava, jednostavno je posudio Clemonsa, Federicija, Tallenta, Weinberg i nekoliko članova Jukesa, uključujući Rosenberga i Pendera, kako bi 1982. snimio svoj debi Men Without Women. Album je objavljen pod imenom Little Steven & the Disciples of Soul.

### Ostale suradnje
Ostali su se članovi počeli sve više pojavljivati na projektima raznih glazbenika. Tako je producent/tekstopisac Jim Steinman angažirao Bittana i Weinberga na Meat Loafovim albumima Bat out of Hell i Dead Ringer, te na vlastitom projektu Bad for Good, albumima Bonnie Tyler Faster Than the Speed of Night i Secret Dreams and Forbidden Fire, i kompilaciji Greatest Hits Air Supplya. Osim toga, Tallent, Bittan i Weinberg, zajedno s Mickom Ronsonom, snimili su album Iana Huntera You're Never Alone with a Schizophrenic. Bittan i Federici svirali su klavijature na albumu Garland Jeffreysa Escape Artist, dok je potonji surađivao na albumima Davida Bowieja, Dire Straitsa, Boba Segera i Stevieja Nicksa.
Tijekom osamdesetih članovi sastava bili su uključeni u razne druge projekte. Bittan i Van Zandt 1985. su snimali s Bobom Dylanom za njegov album Empire Burlesque. Iako se tada nisu pojavile, snimke su objavljene na Dylanovu izdanju The Bootleg Series. Van Zandt je iste godine predvodio projekt Artists United Against Apartheid. Na albumu i singlu su, među ostalima, surađivali i Springsteen i Clemons. Tallent je producirao dobrotvorni projekt s glazbenicima iz Jerseyja na kojem su se pojavili i Springsteen, Lofgren, Clemons i Weinberg, kao i Carter i Rosenberg. Clemons se udružio sa Sanciousom na njegovu debitanskom solo albumu Hero te na Zuccherovim albumima. Clemons i Lofgren 1989. su bili i na turneji s Ringom Starrom i njegovim All-Starr Bandom.

### Raspad
Springsteen je 1989. obavijestio članove E Street Banda da u bliskoj budućnosti neće koristiti njihove usluge. Prethodno je već samostalno snimio vlastiti album, Nebraska iz 1982. Posljednje aktivnosti sastava bile su na Human Rights Now! Touru 1988. Članovi sastava krenuli su vlastitim putevima — Tallent u Nashville kako bi radio na produkciji, Federici u Kaliforniju, Clemons na Floridu, Lofgren u Maryland kako bi nastavio svoje dugogodišnje samostalne aktivnosti. Weinberg je, osim neuspjelog pokušaja sa studijem prava, okupljao sastav Killer Joe te snimao album. Na Scene Of The Crime pojavili su se Little Steven, svirajući gitaru na Springsteenovu instrumentalu "Summer On Signal Hill". Weinberg je 1993. postao frontmen sastava u emisiji Late Night with Conan O'Brien te ostao u toj ulozi do kraja emitiranja emisije. Kad se 2009. O'Brien preselio u The Tonight Show, Weinberg je reprizirao svoju ulogu frontmena, a kućni sastav emisije - prethodno zvan Max Weinberg 7 - preimenovan je u Max Weinberg and the Tonight Show Band.
E Street Band i Miami Horns 1992. su svirali na singlu Darlene Love "All Alone on Christmas", koji je napisao Little Steven, a koji se pojavio na soundtracku komedije Sam u kući 2.
Springsteen je gostovao na solo albumima Nilsa Lofgrena i Clarencea Clemonsa te se pridružio Maxu Weinbergu, Garryju Tallentu i Little Stevenu kad su 1992. reprizirali su svoju ulogu "honorarnih Jukesa" albumu Southside Johnnyja Better Days.
Springsteen je nastavio okupljeti članove sastava na svojim nadolazećim albumima i projektima. Roy Bittan je svirao na Human Touch i Lucky Town. Na prvom je gostovao David Sancious, dok je potonji predstavio Soozie Tyrell. Patti Scialfa pjevala je prateće vokale na oba albuma. Little Steven je producirao i svirao gitaru na remiksu singla "57 Channels". Međutim, većina glazbenika angažiranih na ovim albumima bili su session glazbenici. E Street Band nije korišten na kasnijoj Springsteenovoj turneji, iako se ponekad pridruživao Bittan, dok je Scialfa povremeno pjevala prateće vokale; oboje su se pojavili na kasnijem video izdanju In Concert/MTV Plugged. Na albumu The Ghost of Tom Joad pojavili su se Danny Federici, Garry Tallent, Tyrell i Scialfa, a Federici, Tyrell i Scialfa su angažirani na nekoliko pjesama s albuma Devils & Dust.

### Ponovno okupljanje
Springsteen je 1995. objavio Greatest Hits, a E Street Band je privremeno okupljen zbog snimanja četiri nove pjesme. 1998. je objavljen Tracks, box set s neobjavljenim materijalima snimljenima od 1972. nadalje, na kojima su surađivali mnogi članovi sastava.
1999., deset godina nakon rasformiranja, Springsteen i E Street Band ponovno su se udružili. Krenuli su na iznimno uspješni Reunion Tour, koji je kulminirao HBO-ovim specijalom i kolekcijom Live in New York City.
Okupljanje je 2002. nastavljeno izdanjem novog studijskog albuma, The Rising te dugim i uspješnim Rising Tourom. U to je vrijeme objavljena još jedna kompilacija, The Essential Bruce Springsteen, kolekcija najvećih hitova i arhivskih materijala.
Turneja Vote for Change iz listopada 2004. bila je posljednja za sastav na jedno duže razdoblje. Springsteen je na albumu Devils & Dust iz 2005. koristio usluge Federicija, Scialfe i Tyrell, dok su se na Sessions Band Touru iz 2006. pojavile samo Scialfa i Tyrell među velikim ansamblom session glazbenika.
Početkom 2007. članovi E Street Banda okupili su se u Atlanti i snimili Springsteenov album album Magic, a nakon izdanja albuma u listopadu 2007. počeo je Magic Tour. Međutim, nakon završetka prve etape turneje 19. studenog 2007., Danny Federici je napustio turneju kako bi se podvrgnuo liječenju melanoma; zamijenio ga je član Sessions Banda Charles Giordano. Federici se posljednji put pojavio 20. ožujka 2008., na jednom dijelu koncerta u Indianapolisu. Umro je 17. travnja 2008.
Springsteen i E Street Band bili su zvijezde poluvremena Super Bowla XLIII u Tampi 1. veljače 2009. Prije utakmice, 29. siječnja, Springsteen je održao rijetku konferenciju za novinare, gdje je obećao "dvanaestominutni tulum". Upitan je li nervozan zbog nastupa pred tolikom publikom, Springsteen je podsjetio na svoje pojavljivanje na inauguraciji Baracka Obame 18. siječnja 2009. ispred Lincolnova spomenika: "Imat ćete mnoštvo ludih obožavatelja američkog nogometa, ali ne i Lincolna koji zuri u vas preko ramena. To smanjuje pritisak." Nastup na Super Bowlu poklopio se s objavljivanjem novog albuma Working on a Dream, objavljenog 27. siječnja 2009. Set-lista sastava, koja je prešla predviđenih 12 minuta, uključivala je pjesme "Tenth Avenue Freeze-Out", "Born to Run", "Working on a Dream" i "Glory Days". Sastavu su se na pozornici pridružili Miami Horns i veliki zbor, Joyce Garrett Singers.
19-godišnji Jay Weinberg zamijenio je na bubnjevima svoga oca Maxa na dijelovima nekih koncerata ili cijelim koncertima na Working on a Dream Touru 2009., zbog obveza starijeg Weinberga prema emisiji Tonight Show with Conan O'Brien.

## Diskografija

### Albumi i singlovi s E Street Bandom
- Bruce Springsteen & The E Street Band
  - Live/1975-85 (1986.)
  - Bruce Springsteen & the E Street Band: Live in New York City (2001.)
  - Hammersmith Odeon London '75 (2006.)
  - Magic Tour Highlights (2008.)
  - Bruce Springsteen & The E Street Band Greatest Hits (2008.)
- Bruce Springsteen
  - Greetings from Asbury Park, N.J. (1973.)
  - The Wild, the Innocent & the E Street Shuffle (1973.)
  - Born to Run (1975.)
  - Darkness on the Edge of Town (1978.)
  - The River (1980.)
  - Born in the U.S.A. (1984.)
  - Tunnel of Love (1987.)
  - Chimes of Freedom (1988.)
  - Greatest Hits (1995.)
  - Blood Brothers (1996.)
  - Tracks (1998.)
  - 18 Tracks (1999.)
  - The Rising (2002.)
  - The Essential Bruce Springsteen (2003.)
  - Magic (2007.)
  - Working on a Dream (2009.)
- Ronnie Spector & the E Street Band
  - "Say Goodbye To Hollywood" / "Baby Please Don't Go" (1977.)
- Gary U.S. Bonds
  - Dedication (1981.)
  - On The Line (1982.)
- Drugi albumi/singlovi
  - Musicians United for Safe Energy: No Nukes (1979.)
  - Razni izvođači: In Harmony 2 (1981.)
  - Razni izvođači: A Very Special Christmas (1987.)
  - Razni izvođači: Folkways - A Vision Shared (1988)
  - Darlene Love: "All Alone On Christmas" (1992.)
  - Razni izvođači: The Concert for the Rock & Roll Hall of Fame (1996.)
  - Razni izvođači: Enjoy Every Sandwich - The Songs Of Warren Zevon

### Albumi i singlovi s dva ili više članova sastava
- Bruce Springsteen
  - Human Touch (1992.) (Bittan, Scialfa, bivši član Sancious)
  - Lucky Town (1992.)  (Bittan, Scialfa, buduća članica Tyrell)
  - In Concert/MTV Plugged (1992.)  (Bittan, Scialfa)
  - The Ghost of Tom Joad (1995.)  (Federici, Tallent, Scialfa, buduća članica Tyrell)
  - Devils & Dust (2005.)   (Federici, Scialfa, Tyrell)
  - We Shall Overcome: The Seeger Sessions (2006.) (Scialfa, Tyrell, budući član Giordano)
- Meat Loaf
  - Bat out of Hell (1977.)
  - Dead Ringer (1981.)
- Southside Johnny & The Asbury Jukes
  - Hearts Of Stone (1978.)
  - Better Days (1991.)
- Bonnie Tyler
  - Faster Than The Speed Of Night (1983.)
  - Secret Dreams and Forbidden Fire (1986.)
- Patti Scialfa
  - Rumble Doll (1993.)
  - 23rd Street Lullaby (2004.)
- Ostali glazbenici
  - Ian Hunter: You're Never Alone With A Schizophrenic (1979.)
  - Garland Jeffreys: Escape Artist (1980.)
  - Jim Steinman: Bad For Good (1981.)
  - Little Steven & The Disciples Of Soul: Men Without Women (1982.)
  - Clarence Clemons: Hero (1985.)
  - Artists United Against Apartheid: Sun City (1985.)
  - Jersey Artists For Mankind: "We Got The Love" / "Save Love, Save Life" (1986.)
  - Ringo Starr: Ringo Starr And His All-Starr Band (1990.)
  - Nils Lofgren: Silver Lining (1990.)
  - Steven Roque: The Hoarse Whisperer (1990.)
  - Killer Joe: Scene Of The Crime (1991.)
  - Bob Dylan: The Bootleg Series Vol. III (1991.)
  - Soozie Tyrell: White Lines (2003.)